# Eucalliacinae
Eucalliacinae is een onderfamilie van kreeftachtigen uit de klasse van de Malacostraca (hogere kreeftachtigen).

## Geslachten
- Andamancalliax Sakai, 2011
- Calliax de Saint Laurent, 1973
- Calliaxina Ngoc-Ho, 2003
- Calliaxiopsis Sakai & Türkay, 2014
- Eucalliax Manning & Felder, 1991
- Eucalliaxiopsis Sakai, 2011
- Paraglypturus Turkay & Sakai, 1995
- Phaetoncalliax Sakai, Türkay, Beuck & Freiwald, 2015
- Pseudocalliax Sakai, 2011